# Rhododendron riparioides
Rhododendron riparioides là một loài thực vật có hoa trong họ Thạch nam. Loài này được (Cullen) Cubey mô tả khoa học đầu tiên năm 2005.